# El Potrero, San Luis Potosí
El Potrero är en ort i Mexiko.   Den ligger i kommunen Xilitla och delstaten San Luis Potosí, i den centrala delen av landet, 210 km norr om huvudstaden Mexico City. El Potrero ligger 914 meter över havet och antalet invånare är 115.
Terrängen runt El Potrero är kuperad åt nordost, men åt sydväst är den bergig. Terrängen runt El Potrero sluttar österut. Runt El Potrero är det ganska tätbefolkat, med 96 invånare per kvadratkilometer. Närmaste större samhälle är Villa Terrazas, 17,6 km nordost om El Potrero. I omgivningarna runt El Potrero växer i huvudsak städsegrön lövskog.